# Castello di Suzey
Il castello di Suzey (pron. fr. AFI: [syzɛ]) è un castello medievale oggi ridotto a rudere a monte della frazione Ivéry del comune di Pont-Saint-Martin, in Valle d'Aosta, ai confini del territorio del comune di Perloz.
Sorge sopra Ivéry, rialzato su di un modesto sperone roccioso rispetto al villaggio, su di un promontorio molto amato dagli escursionisti e tutelato con la riserva naturale stagno di Holay per il notevole interesse floristico.

## Storia

Fronte est del castello di Suzey (foto Jules Brocherel)

Seppure sembra sia stato eretto precedentemente, il castello è citato regolarmente dal XIV secolo nelle ricognizioni feudali della nobile e potente famiglia dei Vallaise, famiglia che aveva vari possedimenti e castelli nella valle del Lys e nella bassa valle della Dora, tra Perloz, Lillianes, Fontainemore, parte di Pont-Saint-Martin e Arnad (non a caso, derivavano dalla famiglia De Arnado): questo castello veniva quindi a trovarsi alla periferia della giurisdizione dei baroni Vallaise e i nobili rampolli che vi soggiornavano non mancavano di dar sfogo ai loro peggiori istinti, tra prepotenze e angherie: si narra che, nel 1351, Domenico e Gottofredo di Vallaise rapinarono, rapirono e vi condussero in prigionia un agiato mercante di Ivrea, Pietro di Stria, per chiedere un riscatto alla sua famiglia, restando per questo impuniti.

## Architettura

Pianta e fronte ovest del castello di Suzey disegnato da Carlo Nigra su schizzo di Alfredo D'Andrade.

Il castello, oggi è completamente in rovina, era della tipologia dei castelli primitivi valdostani ed era caratterizzato da una torre, oggi distrutta, che secondo studi recenti viene definita a sezione circolare e dal diametro di 5 metri, e che potrebbe far risalire al XII o al XIII secolo. Rilevava invece Carlo Nigra, che vi fece i sopralluoghi prima degli anni quaranta: 

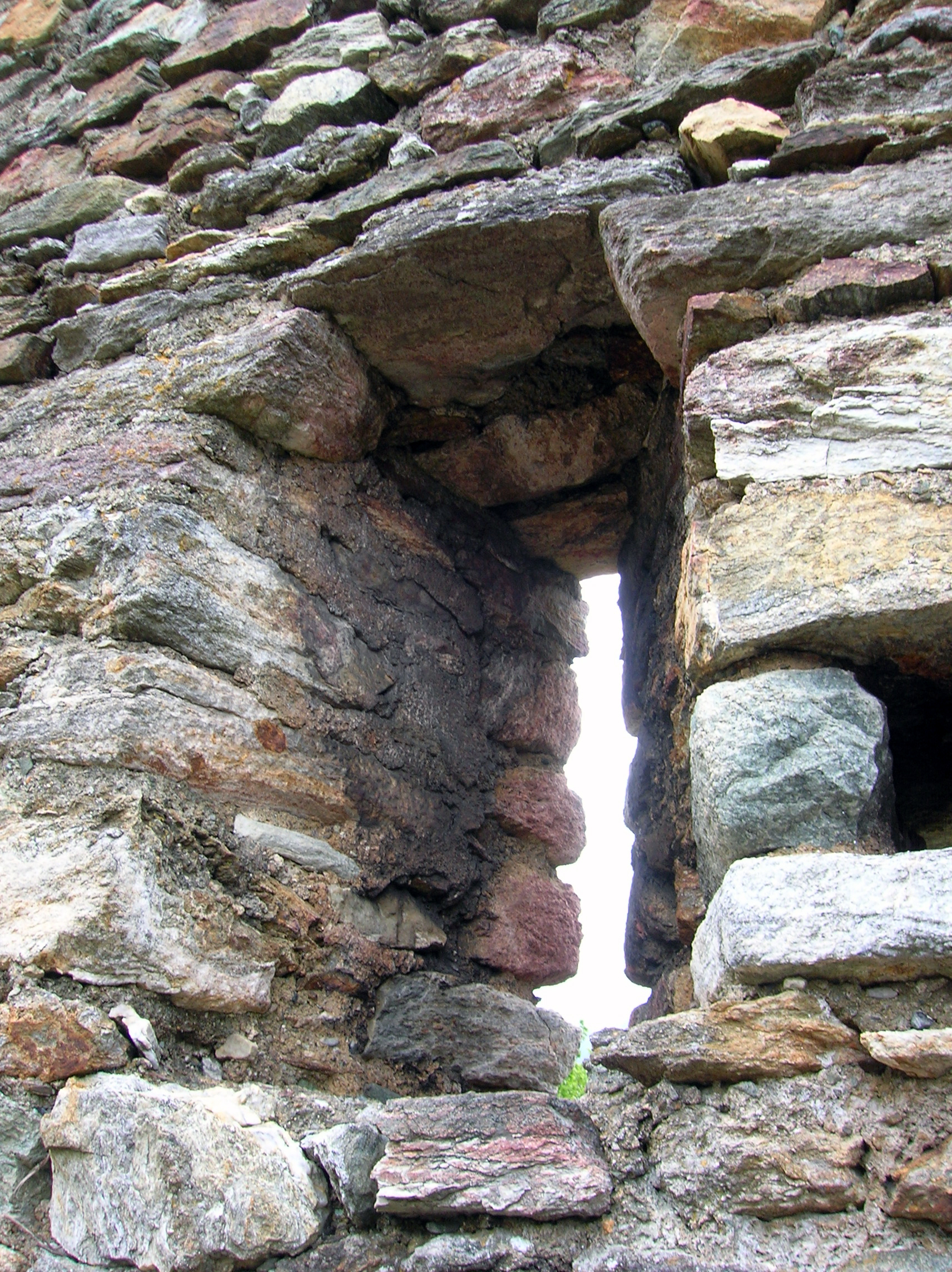
Una feritoia dall'interno

Le mura di cinta che la racchiudevano, oggi in parte soffocate dalla vegetazione e crollate, avevano forma irregolare per meglio adattarsi alle asperità del terreno. Ad esse, sul lato nord, si appoggiava il corpo abitativo principale, con mura di 80 centimetri di spessore.
Il corpo abitativo, probabilmente successivo di un secolo rispetto alle mura e alla torre, presentava un tetto a due falde, sovrastato da una merlatura sotto alla quale erano presenti i fori per lo scolo dell'acqua piovana.
Al pian terreno eravi un unico ambiente, dotato di feritoie, mentre l'unico ambiente del primo piano era dotato di finestre e bifore.
Nel sottotetto era ricavato un ulteriore ambiente illuminato dalle finestre ricavate dai due frontoni.

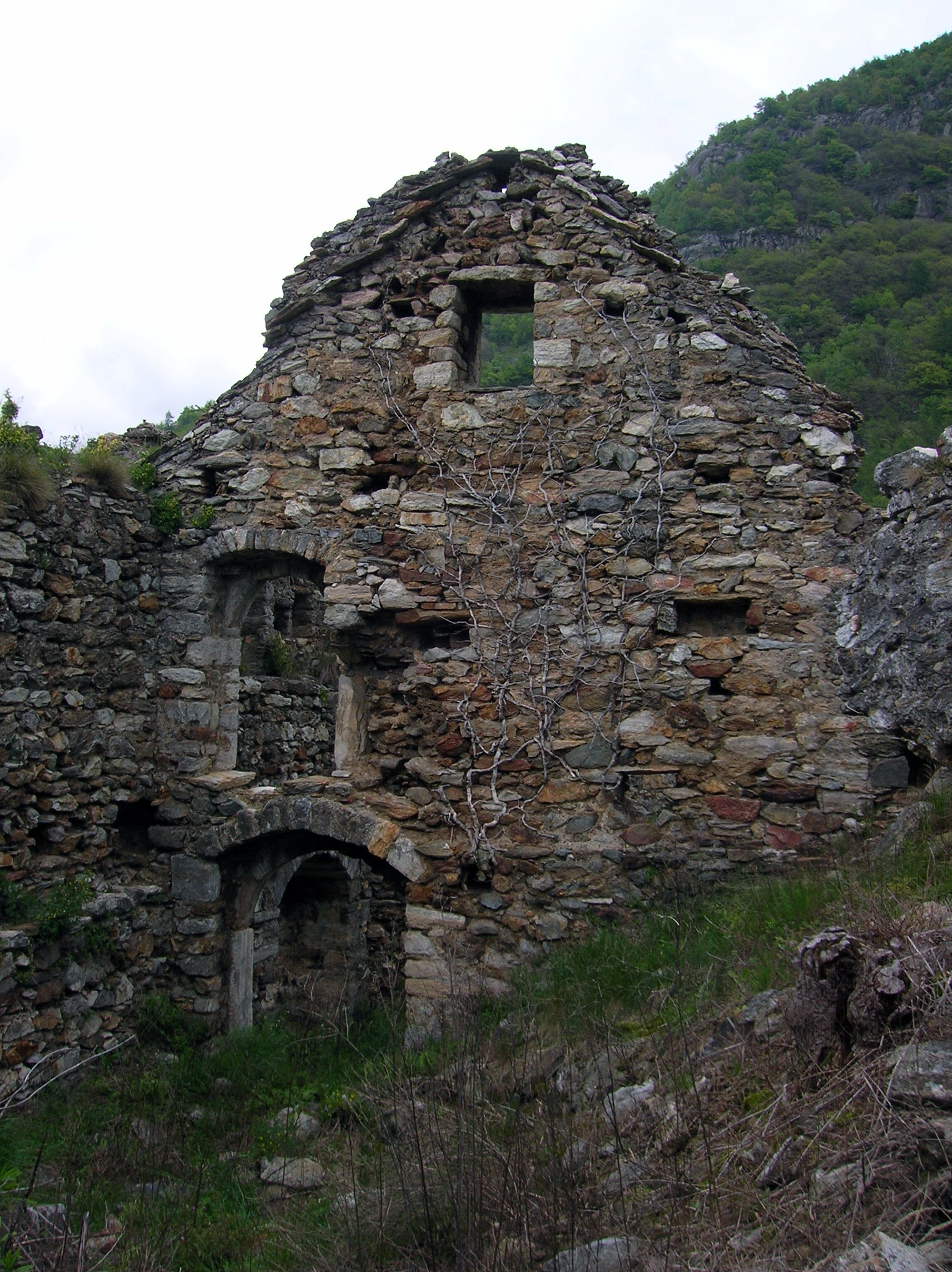
Le finestre e il portone

Il castello era anche dotato di una postierla che forse presentava un piccolo ponte levatoio. Sulle facciate nord e ovest erano le finestre quadre, aveva un ingresso principale con archivolto in pietra lavorata e, rialzata rispetto ad esso, si legge ancora una bifora la cui colonnina è andata perduta. A sud si rileva una finestra quadrangolare in pietra.